# Ben Mertens
Ben Mertens (* 13. Oktober 2004) ist ein belgischer Snookerspieler aus Westrem nahe Gent. 2018 wurde er mit 13 Jahren U16-Weltmeister. 2022 qualifizierte er sich als U21-Europameister für die Profitour.

## Karriere
Ben Mertens entdeckte mit 8 Jahren einen Spielzeugbillardtisch, den sein Vater ihm kaufte. Er war so begeistert von dem Spiel, dass er sich wenig später einem Snookerclub in Gent anschloss, wo er von Gery De Mol trainiert wurde. Bereits mit 11 Jahren spielte er erstmals in der nationalen Meisterschaft in der Erwachsenenklasse und wenig später international bei den Europa- und Weltmeisterschaften der Junioren, wo er erste Achtungserfolge erzielte und zweimal die Gruppenphase überstand. Anfang 2018 verlor er bei der U18-EM im Viertelfinale gegen den späteren Sieger Jackson Page. Später im Jahr gewann er kurz vor seinem 14. Geburtstag mit der U16-Weltmeisterschaft seinen ersten großen Juniorentitel mit einem knappen 4:3-Finalsieg gegen Aaron Hill. In Belgien war er derweil zu einem führenden Juniorenspieler geworden. Ab 2016 erreichte er mehrfach das Finale der belgischen Juniorenmeisterschaften und wurde dabei je ein Mal U16- und U18-Meister.
Kurz zuvor hatte er schon beim Paul Hunter Classic Aufmerksamkeit erregt, als er nach überstandener Amateurqualifikation mit Adam Stefanów in der ersten Hauptrunde einen Profispieler besiegte. Es folgte eine Einladung zum Snooker Shoot-Out 2019, wo er in einem 1-Frame-Match gegen Snookerveteran James Wattana gewann. Mit Luca Brecel trat er vier Monate später für Belgien beim Team World Cup an. Sie gewannen alle fünf Vorrundenspiele und brachten dem späteren Sieger Schottland mit John Higgins und Stephen Maguire die einzige Niederlage bei, schieden dann aber gegen den anderen Finalisten China B aus. Er wurde auch Trainingspartner von Brecel, der seit 2011 Profi war.
Mertens strebte selbst Profistatus an und nahm an der Challenge Tour 2019/20 teil, kam aber in keinem der 10 Turniere über das Viertelfinale hinaus. Er erhielt jedoch eine Einladung zur Qualifikation zur Profiweltmeisterschaft. In Runde 1 besiegte er James Cahill und war damit mit 15 Jahren der jüngste Spieler, der je ein WM-Match gewonnen hatte. Bei den Junioren-Europameisterschaften 2020 verlor er sowohl bei U18 als auch bei U21 die Halbfinals gegen Aaron Hill. Im Jahr darauf holte er sich aber den U18-Titel mit 4:3 über seinen Landsmann Julien Leclercq. Erneut spielte er die Qualifikationsserie für die Profitour und mit 2 Halbfinals aus 4 Turnieren schaffte er es auf Rang 5 der Gesamtwertung. Allerdings verlor er dann das Auftaktspiel der Play-offs.
Bis 2022 hatte er auch mehrfach versucht, sich über die Q School zu qualifizieren, allerdings mit wenig Erfolg. In dem Jahr schaffte er es im zweiten Turnier erstmals bis ins Entscheidungsspiel, das er aber 2:4 gegen Zak Surety verlor. Nur wenige Tage später gewann er zum zweiten Mal die belgische U18-Meisterschaft und verlor zusammen mit Julien Leclercq knapp im Finale der Doppel-Meisterschaft. Anfang Juni trat er bei der U21-Europameisterschaft an und schaffte den Durchmarsch bis ins Finale, in dem er Florian Nüßle mit 5:1 besiegte. Er profitierte davon, dass der Snookerverband kurz zuvor die Europameisterschaften zum Qualifikationsturnier für die Profitour gemacht hatte, und so brachte ihm sein dritter internationaler Juniorentitel mit 17 Jahren die Startberechtigung für die Spielzeiten 2022/23 und 2023/24. Anschließend erreichte er auch im Hauptturnier der EM das Endspiel, das er mit 3:5 gegen den 25-jährigen Esten Andres Petrov verlor.

## Erfolge
Amateurturniere:
- Weltmeister U16: 2018
- Europameister U18: 2021
- Europameister U21: 2022
- Europameisterschaft: Finalist 2022
- Belgische U16-Meisterschaft: Sieger 2017, Finalist 2016 und 2018
- Belgische U18-Meisterschaft: Sieger 2018 und 2022
- Belgische U21-Meisterschaft: Finalist 2018
- Belgische Doppel-Meisterschaft: Sieger 2023 und 2024 (mit Pascal Tollenaere), Finalist 2022 (mit Julien Leclercq)